# Mary Edwards Walker
Mary Edwards Walker, född 26 november 1832, död 21 februari 1919 i Oswego i USA, var en amerikansk abolitionist, nykterhetsaktivist och kvinnorättsaktivist. Hon arbetade som kirurg för nordstatsarmén under det amerikanska inbördeskriget och tillbringade en tid som krigsfånge i Sydstaterna. Hon är den enda kvinna som har mottagit Medal of Honor. Efter kriget var hon aktiv i kvinnorörelsen, både för införandet av kvinnlig rösträtt, och inom dräktreformrörelsen, och blev även arresterad för att ha burit byxor offentligt. 